# 奥さま広場
『奥さま広場』（おくさまひろば）は、1975年3月29日から1992年3月28日までTBS系列で放送されていたTBS製作のテレビ番組である。貯蓄増強中央委員会→貯蓄広報中央委員会（現在：金融広報中央委員会）の単独提供。当初の放送時間は毎週土曜11:00 - 11:15 （日本標準時、以下同）だったが、後に毎週土曜7:45 - 8:00 に変更された。制作部署は当時の社会情報局で、制作協力会社の東京ビデオセンターは『モーニングEye』『関口宏のサンデーモーニング』なども制作していた。